# ام عسل
ام عسل (به عربی: أم العسل) یک شهرداری در الجزایر است که در استان تندوف واقع شده‌است. ام عسل ۸۸٬۸۶۵ کیلومتر مربع مساحت و ۳٬۱۸۳ نفر جمعیت دارد و ۵۲۶ متر بالاتر از سطح دریا واقع شده‌است.